# The Wicker Man
The Wicker Man è un film del 1973 diretto da Robin Hardy.
Pellicola horror britannica, diretta da Robin Hardy e sceneggiata da Anthony Shaffer, con protagonisti Edward Woodward, Christopher Lee, Diane Cilento, Ingrid Pitt e Britt Ekland. La colonna sonora fu curata e composta per la massima parte da Paul Giovanni. Tratto dal romanzo Ritual (1967) di David Pinner, racconta la storia di Neil Howie, un sergente di polizia che si reca sull'isola di Summerisle in cerca d'una bambina di cui gli abitanti negano l'esistenza. Howie, un devoto cristiano, resta disgustato quando scopre che gli abitanti dell'isola praticano una forma di paganesimo celtico.
The Wicker Man è stato ben accolto dalla critica: Cinefantastique lo descrisse come "il Quarto potere dei film dell'orrore", mentre la rivista Total Film nominò The Wicker Man il sesto film britannico più importante di tutti i tempi. Il film vinse nel 1978 il Saturn Award miglior film dell'orrore. Il canale statunitense Bravo ha assegnato al film il quarantacinquesimo posto sulla lista dei 100 momenti più spaventosi del cinema. Durante la Cerimonia di apertura dei Giochi della XXX Olimpiade, alcune scene del film vennero incluse in un video che celebrava il cinema britannico.
Nel 1989 Anthony Shaffer, lo sceneggiatore del film, scrisse un copione per un sequel dal titolo The Loathsome Lambton Worm. Robin Hardy non ebbe alcun interesse nel progetto e il film non venne mai prodotto. Nel 2006 fu realizzato un remake americano intitolato Il prescelto, ripudiato da Hardy e da tutti i protagonisti coinvolti nella produzione del film originale. Nel 2011 un semi-sequel intitolato The Wicker Tree fu anch'esso girato da Hardy, con un cameo di Christopher Lee. 
Nel 2013 Hardy annunciò il ritrovamento di una versione più vecchia del film creduta perduta.
Hardy aveva espresso l'interesse di produrre un capitolo finale della Wicker Man Trilogy, intitolato The Wrath of the Gods. Nel 2015 venne lanciata una campagna di raccolta fondi per finanziarne la produzione, senza però riuscire a raggiungere la somma richiesta.

## Trama
(Lord Summerisle)
Il sergente Neil Howie riceve una lettera anonima che richiede la sua presenza a Summerisle, una remota isola appartenente al gruppo delle isole Ebridi, famosa per la sua frutta abbondante. La lettera denuncia la scomparsa di una bambina di nome Rowan Morrison, ormai introvabile da mesi.
Howie, un devoto cristiano episcopale celibe, si reca sull'isola i cui abitanti venerano le antiche divinità celtiche dei loro antenati, pratica che offende la sensibilità religiosa del sergente: le coppie hanno rapporti sessuali all'aperto, ai bambini viene insegnato il simbolismo fallico dell'Albero di maggio e per curarsi il mal di gola gli abitanti mangiano le rane.
Il sergente Howie incontra molte difficoltà nell'ottenere informazioni dagli isolani, inclusa la madre della bambina, che afferma di non aver mai sentito parlare di Rowan. Alloggiando in un'osteria dove incontra Willow, la figlia del barista, Howie nota una serie di fotografie che celebrano i festival annuali del raccolto. Ogni fotografia mostra una bambina circondata dai frutti del raccolto. Howie nota che non c'è la foto dell'anno precedente. Willow cerca di sedurlo, ma lui resiste alla tentazione perché fidanzato e contrario al sesso prematrimoniale.
Dopo aver scoperto una tomba che porta il nome della bambina, Howie entra in contatto con Lord Summerisle, il capo della comunità, che gli illustra la recente storia dell'isola e la sua cultura. Il nonno di Summerisle, un agronomo vittoriano, sviluppò nuovi ceppi di frutta che potevano sopravvivere nel clima scozzese. Per risvegliare gli isolani dal loro secolare fatalismo, li convinse ad avere fede negli antichi dei, convincendoli che avrebbero potuto trasformare un'isola sterile in un paradiso agricolo. Durante le sue ricerche, Howie scopre la carcassa di una lepre nella tomba di Rowan, giungendo alla conclusione che Rowan sia stata uccisa durante un rituale pagano.
Successivamente Howie scopre il negativo della foto mancante, che mostra Rowan circondata da uno scarso raccolto. Cosciente del fatto che le società pagane antiche rispondevano a tali eventi con sacrifici umani, Howie deduce che Rowan è ancora viva e che sarà sacrificata durante il periodo di May Day con l'idea di assicurare un buon raccolto.
In un tentativo di tornare sul continente e chiamare rinforzi, Howie scopre che il suo aereo è stato sabotato. Decide pertanto di cercare Rowan da solo, così si traveste da Punch, uno dei personaggi principali del May Day di Summerisle. Si unisce a una processione degli isolani, che indulgono in innocui rituali dedicati a vari dei. Infine Howie scopre Rowan legata a un palo, la libera e, dopo una breve fuga, emergono insieme da una caverna, dove vedono Summerisle e gli altri isolani che li aspettano. Mentre Rowan abbraccia ignara il Lord, gli isolani circondano Howie minacciosamente.
Lord Summerisle spiega allora ad Howie che era stato deliberatamente invitato sull'isola con la falsa storia della bambina scomparsa, e conferma che il raccolto dell'anno scorso era stato disastroso. In un tale evento, la loro religione richiede un sacrificio umano a Nuada, il dio del sole. Howie è considerato un sacrificio ideale, perché è ancora vergine, è venuto sull'isola di libera volontà e possiede "il potere di un re, rappresentando la legge". Malgrado le proteste di Howie, che spiega che il raccolto è fallito perché le isole Ebridi non sono adatte per coltivare frutta, viene spogliato, vestito in paludamenti cerimoniali e condotto su una collina con le mani legate. In cima alla collina, Howie viene imprigionato in un'enorme statua di vimini riempita d'animali. La statua viene incendiata, e gli isolani cominciano a cantare Sumer is icumen in. Howie inutilmente grida tra le fiamme che è stato Dio a devastare i raccolti, per punire il loro paganesimo. Ormai morente, recita il Salmo 23, prima di esalare l'ultimo respiro, invocando Gesù. Il film si conclude con la testa della statua di vimini che cade e con il corpo bruciato del sergente diretto verso il mare.

## Produzione

### Origini

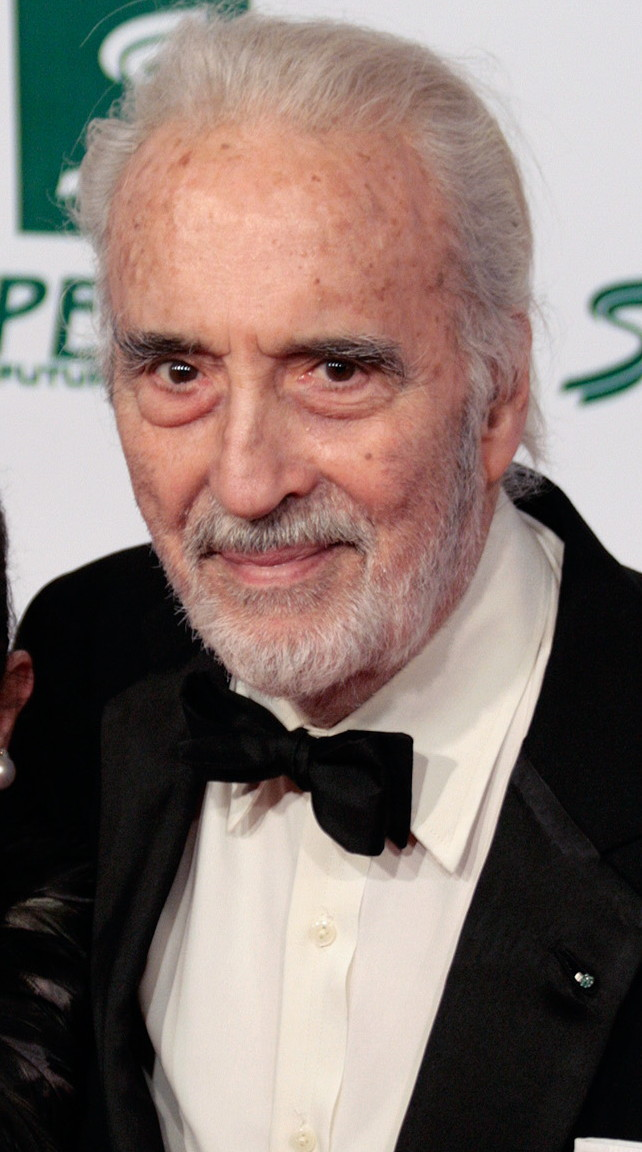
Christopher Lee considerava The Wicker Man il suo miglior film.

Christopher Lee era un attore abituale della Hammer Horror, noto per i suoi ruoli in film dell'orrore, cominciando con La maschera di Frankenstein (1957), dove impersonò il ruolo della "creatura". Nei primi anni settanta Lee voleva staccarsi da tali ruoli e partecipare a film più sofisticati. Incontrò lo sceneggiatore Anthony Shaffer e cominciarono a lavorare insieme. Il regista Robin Hardy e Peter Snell, il capo della British Lion, si unirono al progetto. Shaffer ebbe una serie di discussioni con Hardy e i due decisero di fare un film dell'orrore centrato sulla "vecchia religione".
Shaffer lesse il romanzo Ritual di David Pinner, in cui un poliziotto cristiano va a indagare su ciò che sembra l'uccisione rituale di una bambina in un villaggio rurale. In origine Pinner scrisse Ritual come copione d'un possibile film con Michael Winner alla regia e John Hurt nei panni del protagonista. Alla fine Winner abbandonò il progetto, e Pinner fu costretto a pubblicare Ritual come un romanzo. Shaffer e Lee diedero £15,000 a Pinner per i diritti sul romanzo. Shaffer si rese conto però che una trama tratta direttamente dal romanzo non avrebbe funzionato, così cominciò a scrivere una storia con solo gli elementi più basilari del libro.

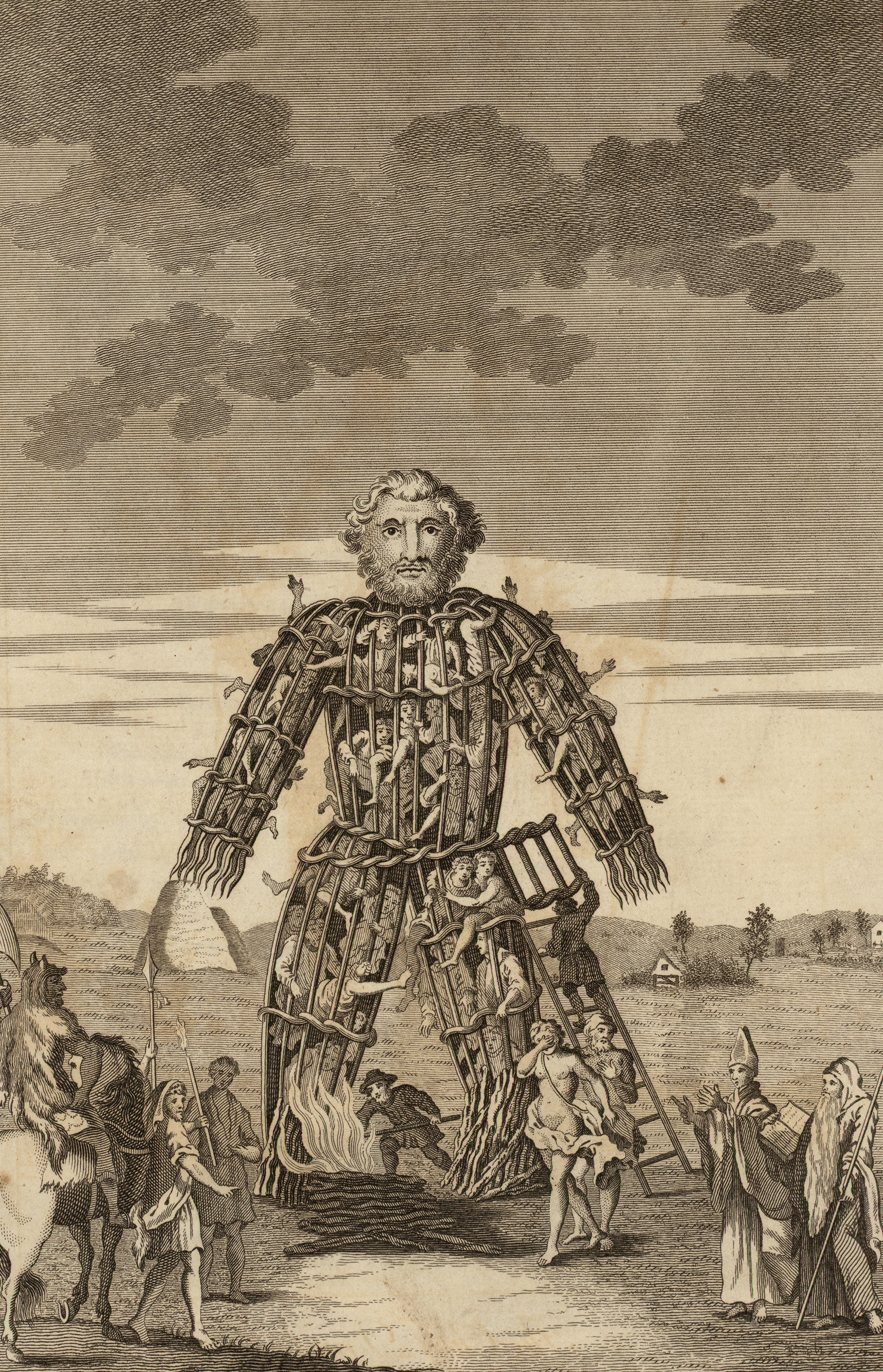
, illustrato in una edizione del 1753 di Commentarii de Bello Gallico.

Shaffer voleva che il film fosse "un po' più sofisticato" dei soliti film dell'orrore. L'idea centrale del film fu definita quando gli venne in mente "il concetto astratto del sacrificio". L'immagine dell'uomo di vimini fu ispirata da un passaggio dei Commentarii de bello Gallico, dove Giulio Cesare descrisse come i Galli giustiziavano i criminali bruciandoli vivi in enormi statue fatte di rami intrecciati. Shaffer lo descrisse come "l'immagine più inquietante e imponente che ho mai visto." Shaffer fu affascinato dal concetto d'uno scontro tra il cristianesimo e il paganesimo e cominciò a fare ricerche sul paganesimo storico. Il film fu concepito con l'intenzione di presentare gli elementi pagani obiettivamente, con musica autentica e una ambientazione contemporanea credibile. Una delle fonti d'informazione principali fu Il ramo d'oro, un libro sulla mitologia e la religione scritta dall'antropologo scozzese James Frazer.

### Cast
L'attore televisivo Edward Woodward fu scelto per il ruolo del sergente Neil Howie dopo il rifiuto di Michael York e David Hemmings. Christopher Lee voleva Peter Cushing nel ruolo del sergente Neil Howie, partecipazione impossibile a causa di altri impegni di Cushing. In Gran Bretagna Woodward era famoso per il suo ruolo nella serie TV Callan. Dopo il successo di The Wicker Man, Woodward ricevette attenzione internazionale per i suoi ruoli nel film Esecuzione di un eroe ('Breaker' Morant) e la serie TV Un giustiziere a New York.
Diane Cilento fu convinta a ritornare al cinema dopo che Shaffer la vide sul palcoscenico. A Ingrid Pitt, un'altra veterana dei film dell'orrore britannici, fu dato il ruolo della custode del registro. L'attrice svedese Britt Ekland interpretò la figlia dell'oste; la sua voce fu doppiata da Annie Ross.

### Riprese
Il film fu prodotto durante un periodo difficile nel cinema britannico. Lo studio British Lion Films era in crisi finanziaria e fu venduto a John Bentley. Per convincere i sindacati che intendeva finire il film prima di vendere lo studio, Bentley costrinse Hardy a girare il film in ottobre, malgrado il fatto che la storia si svolga in primavera. Di conseguenza in molte scene gli alberi furono ricoperti di foglie e fiori artificiali. Christopher Lee fu talmente entusiasta di finire il film che recitò senza paga:
(Da un'intervista a Christopher Lee)
Durante le riprese la British Lion fu comprata da EMI Films.
Il film fu girato quasi interamente nelle piccole città scozzesi di Gatehouse of Fleet, Newton Stewart, Kirkcudbright, mentre alcune scene furono girate nei villaggi di Creetown, nel Dumfries and Galloway, e Plockton, nel Ross-shire. Altre scene furono girate nei pressi di Whithorn, nel villaggio di Isle of Whithorn, dove i proprietari del castello e alcuni abitanti locali fecero da comparse. Certe scene furono girate a Culzean Castle nell'Ayrshire e nei suoi giardini. Alcune scene girate in volo mostrano l'isola di Skye. La scena finale fu girata a Burrow Head nel sud-ovest della Scozia.
Britt Ekland disse che alcuni animali ingabbiati nell'uomo di vimini perirono nelle fiamme, ma la sua dichiarazione fu smentita da Robin Hardy.

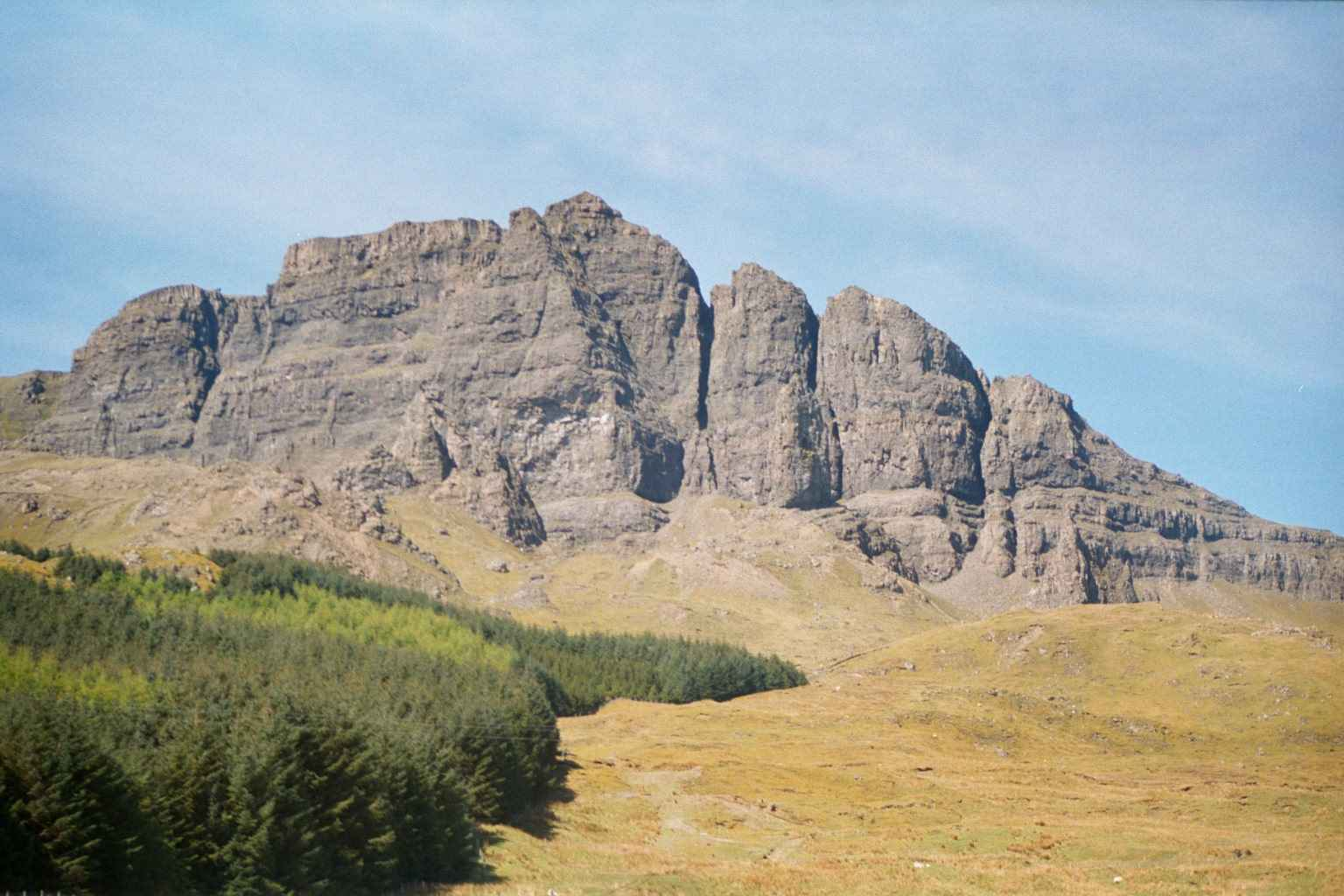
Lo Storr nell'isola di Skye, che si vede nelle scene iniziali del film.
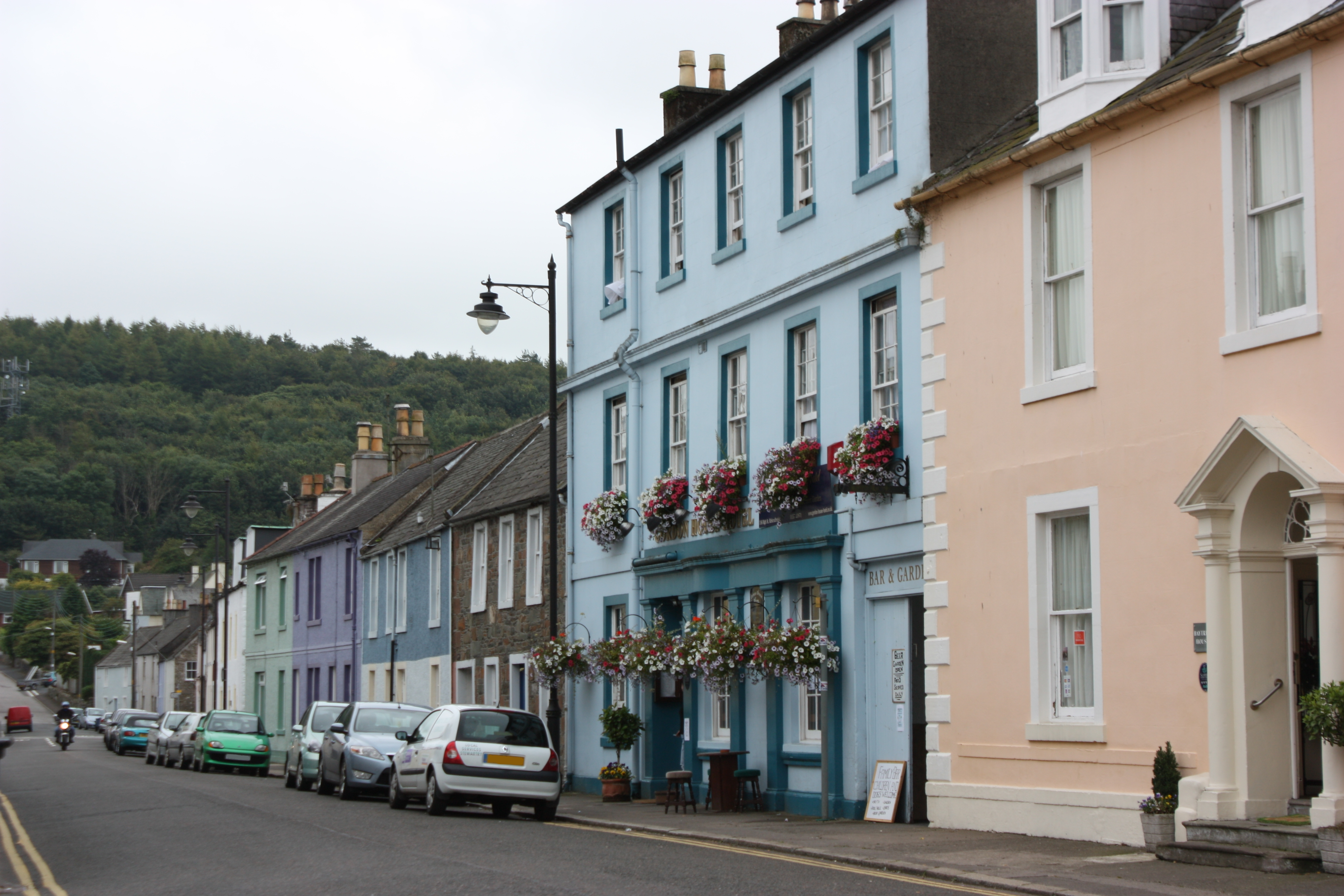
Il villaggio di Kirkcudbright.
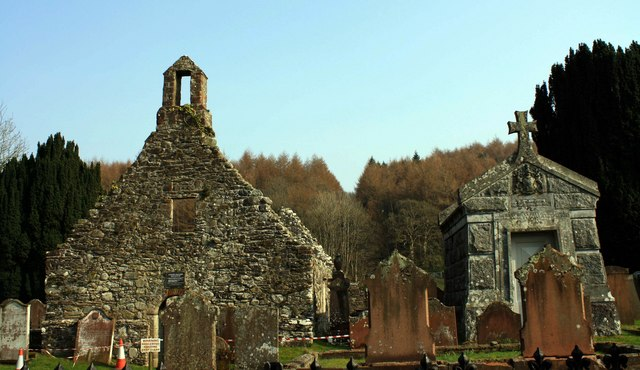
La chiesa abbandonata di Anwoth.
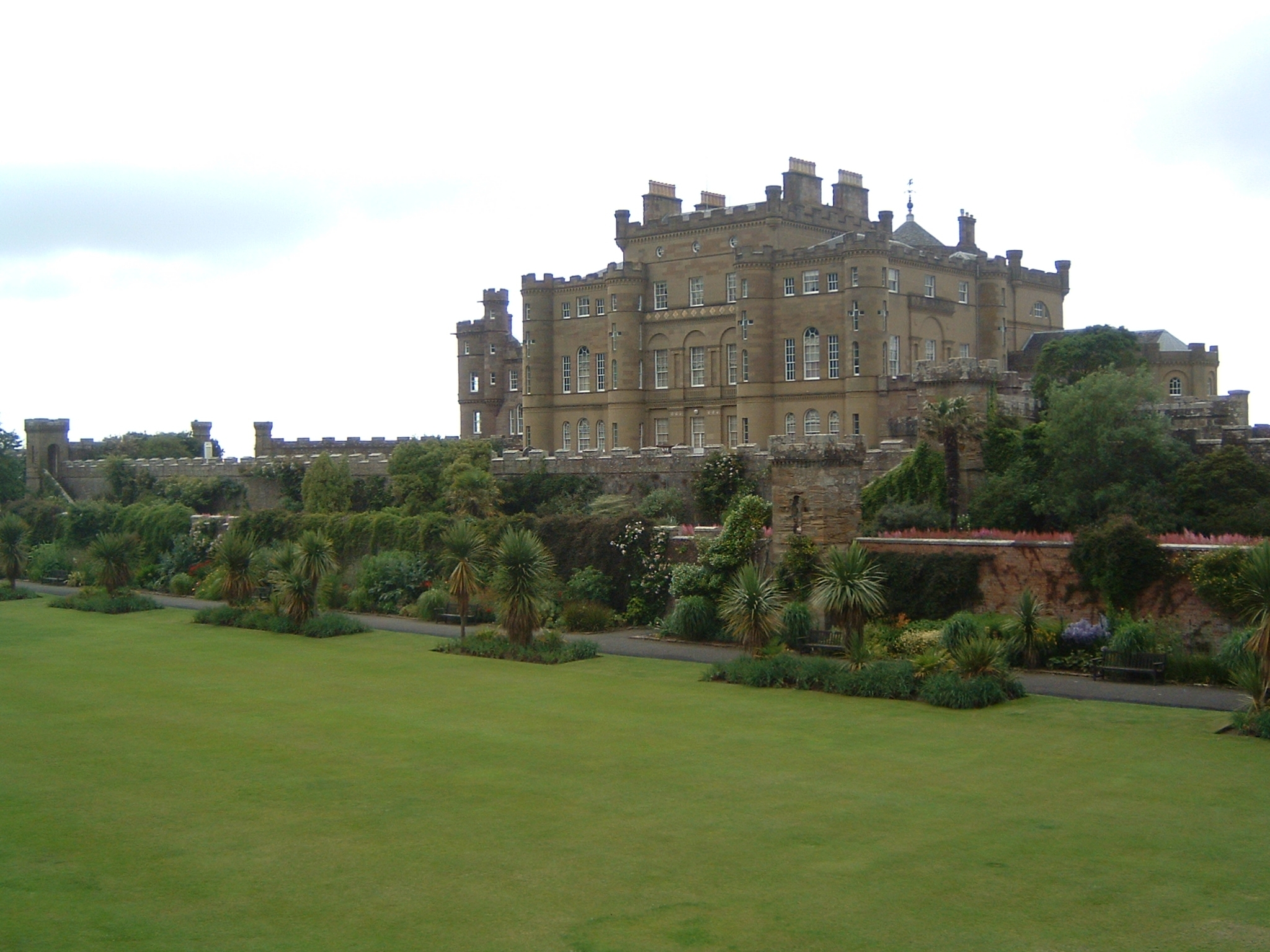
Il Castello di Culzean nell'Ayrshire, che nel film è la dimora di Lord Summerisle.

## Colonna sonora
La colonna sonora forma una componente importante della narrativa del film, come nel caso di Sadismo di Nicolas Roeg. Molte scene importanti sono accompagnate da canzoni, come per esempio durante l'atterraggio di Howie sull'isola, la danza di Willow, la danza intorno all'Albero di Maggio, le fanciulle che saltano sopra le fiamme, la perquisizione delle case, la processione e la scena finale. Il direttore artistico, Seamus Flannery, rivelò che Robin Hardy stupì il cast annunciando che il film sarebbe stato un "musical".
La colonna sonora fu composta e registrata da Paul Giovanni e il gruppo musicale Magnet, e contiene varie canzoni folk cantate dai personaggi del film. Sono sia canti tradizionali, che composizioni originali di Giovanni e la filastrocca Baa, Baa, Black Sheep.
Nessuno dei canti apparteneva però alla tradizione pagana. La canzone cantata dagli isolani alla fine del film è Sumer is icumen in, un canto risalente al XIII secolo scritto nell'antico dialetto del Wessex.

## Distribuzione
Quando il film fu completato, lo studio fu comprato da EMI, e British Lion fu messa sotto l'amministrazione di Michael Deeley. I dirigenti dello studio suggerirono un finale più "ottimista" per il film, in cui una tempesta spegne le fiamme dell'uomo di vimini, salvando così la vita di Howie. Il suggerimento fu ignorato. In seguito, Hardy dovette tagliare 20 minuti di metraggio, comprendenti scene fuori dall'isola e alcune scene d'interazione fra Summerisle e Howie.
Una copia del film, che durava 99 minuti, fu mandata a Roger Corman a Hollywood, per permettergli di decidere come distribuire il film negli Stati Uniti. Corman suggerì di tagliare altri 13 minuti. In Gran Bretagna il film fu tagliato fino a 87 minuti, con alcune scene riadattate, e distribuito come un film di serie B.

### Restauro
Durante gli anni '70, Hardy indagò su come restaurare il film al suo stato originale, più lungo. Ricercò la versione originale e il metraggio inedito insieme a Lee e Shaffer, ma senza successo. Alex Cox rivelò che il metraggio inedito fu seppellito durante la costruzione dell'autostrada M4. Hardy ricordò che una copia del film inedito fu mandato a Roger Corman. I diritti statunitensi del film appartenevano a Abraxas, una piccola ditta sotto l'amministrazione di Stirling Smith, un appassionato di cinema, e John Simon, un critico. Stirling acconsentì alla distribuzione della versione del film ricostruita. Hardy riuscì a ricostruire la struttura narrativa originale, alcune scene erotiche e una breve scena iniziale con Howie in Scozia con la sua fidanzata. La versione restaurata di 96 minuti fu distribuita nel gennaio 1979.
Nel 2001 Canal+, nuovo proprietario dei diritti internazionali del film, cercò di distribuire il film originale intero. La copia integrale di Corman era scomparsa, ma esisteva ancora un trasferimento telecinema su videocassetta. Questa copia permise l'aggiunta di elementi mancanti, in particolare scene di Howie in Scozia, dove il suo carattere pio e casto viene presentato come una fonte di tensione tra lui e i suoi colleghi più permissivi. Questa versione ibrida prolungata, distribuita su DVD da Canal+, è considerata la più fedele alla visione originale di Hardy. Allan Brown, autore di Inside the Wicker Man, rivelò che aveva scoperto una serie di foto fatte sul set durante la produzione del film, mostrando le riprese di scene mai viste prima, incluse scene dove Howie ha un incontro con una prostituta, riceve un massaggio da Willow McGregor e assiste a una rissa nel pub.
Nel giugno del 2007 Christopher Lee parlò della versione integrale perduta del film. "Credo che esista ancora, in latte non etichettate. Io ci credo ancora, ma nessuno l'ha visto, quindi non siamo stati capaci di rifarlo o modificarlo, che è ciò che volevo fare. Sarebbe stato dieci volte migliore [della versione cinematografica]."
Nel 2013 lo StudioCanal cominciò una campagna su Facebook per cercare il materiale mancante, che culminò nella scoperta di una copia di 92 minuti nell'archivio dei film di Harvard. Questa copia, conosciuta come "la versione di mezzo", fu assemblata da una copia a 35mm da Hardy stesso nel 1973, ma non fu mai distribuita. Robin Hardy stesso crede che la versione originale non sarà mai trovata, dicendo, "Sfortunatamente, sembra che sia perduta per sempre. Però, sono lieto che una copia Abraxas del 1979 sia stata trovata, visto che ho composto questa versione io stesso. Crucialmente, ripristina la continuità che avevo in mente prima."
Robin Hardy annunciò nel luglio del 2013 che StudioCanal intendeva distribuire la versione più completa possibile del film. Rialto Pictures annunciò l'intenzione di distribuire il restauro digitale nei cinema americani nel settembre del 2013.
La versione restaurata in 4K attualmente visibile dura comunque 95 minuti.

## Riconoscimenti
The Wicker Man ebbe un successo moderato, e vinse il primo premio nel festival di film fantastici in Parigi nel 1974. Nel 1977 la rivista statunitense Cinefantastique pubblicò un'edicola commemorativa sul film, definendolo come "Il Quarto potere dei film dell'orrore."
Nel 1999 il British Film Institute l'ha inserito al 96º posto della lista dei migliori cento film britannici del XX secolo.
Nel 2003 il Crighton Campus dell'Università di Glasgow dedicò una conferenza di tre giorni a The Wicker Man.
Nel 2006 The Wicker Man ricevette il 45º posto nella lista Bravo dei 100 momenti più spaventosi del cinema.
Decenni dopo la sua iniziale distribuzione, il film continua a ricevere critiche favorevoli, ed è considerato uno dei migliori film dell'anno 1973. Nel 2008, al film fu dato il 485º posto dal periodico Empire nella sua lista dei 500 film migliori della storia. Christopher Lee considera The Wicker Man il suo miglior film.
Nel 2010 nel documentario BBC A History of Horror, l'attore Mark Gatiss nominò The Wicker Man come un buon esempio d'un genere che lui chiamava "folk horror", raffrontandolo a Il Grande Inquisitore e La pelle di Satana.

## Altre produzioni

### Possibile sequel

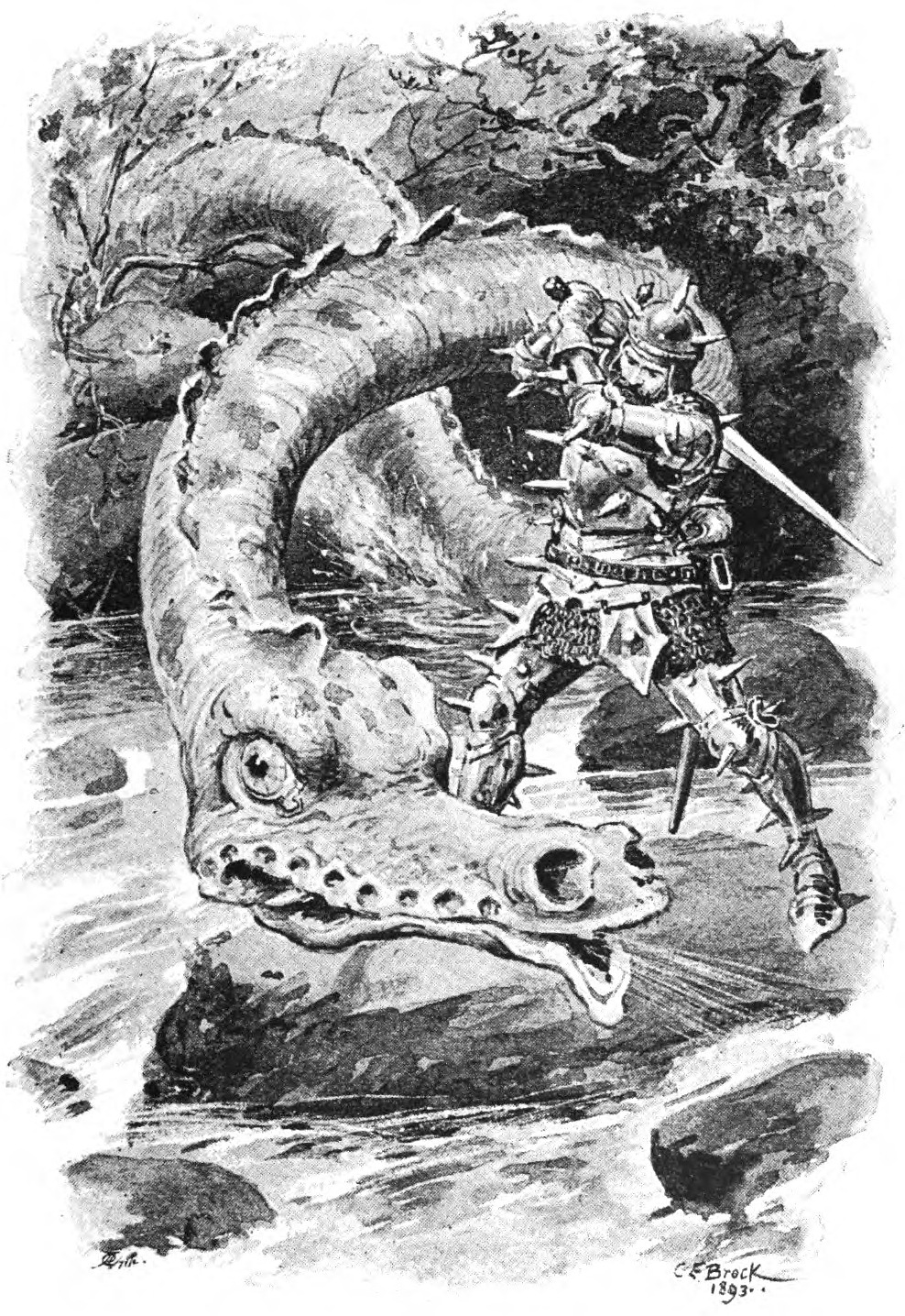
Illustrazione del leggendario "verme di Lambton".

Nel 1989 Shaffer scrisse un copione di trenta pagine intitolato The Loathsome Lambton Worm ("L'odioso verme di Lambton"), un sequel di The Wicker Man. Sarebbe stato più fantasioso del film originale, con molta più enfasi sugli effetti speciali. La storia sarebbe cominciata con dei poliziotti che salvano Howie, che poi si risolve a perseguire Summerisle e gli isolani. Howie si trova poi coinvolto in una battaglia cosmica tra il suo Dio e quelli dei pagani, culminante in una lotta con un drago, il verme del titolo. La lotta finisce con Howie suicida che salta da una scogliera mentre è legato a due aquile giganti. Questo sequel non fu mai prodotto, ma il copione e alcune illustrazioni furono pubblicate nel libro Inside the Wicker Man.
A Robin Hardy non piaceva l'idea che Howie sopravvivesse, rammentando poi come gli attori erano invecchiati di vent'anni. Nel 2010 Hardy discusse The Loathsome Lambton Worm, dicendo, "Lo so che [Shaffer] l'aveva scritto, ma credo che non piacesse a nessuno. Se no, sarebbe stato girato."

### Remake
Un remake intitolato Il prescelto con Nicolas Cage e Ellen Burstyn e diretto da Neil LaBute fu distribuito nel 2006. Robin Hardy ne fu scettico. Dopo averlo visto Hardy lo descrisse come un film diverso invece di un vero remake. Il remake fu stroncato dalla critica, e fu un fallimento finanziario. Oggi è considerato da molti come un film comico involontario, con vari video pubblicati su YouTube che mostrano il personaggio di Cage che picchia le donne e terrorizza i bambini.

### Sequel spirituale
Nel 2011 fu distribuito un semi sequel intitolato The Wicker Tree ("L'albero di vimini"). Fu anch'esso girato da Robin Hardy, e includeva una breve scena con Christopher Lee. In origine Hardy pubblicò la storia in forma di romanzo, intitolato Cowboys for Christ. La storia si svolge intorno a due giovani evangelisti americani in Scozia. Come il personaggio di Woodward, i due incontrano un lord pagano e i suoi accoliti.
Le persone coinvolte nella produzione del film hanno fatto dichiarazioni contraddittorie sull'identità del personaggio di Christopher Lee. Hardy annunciò che l'ambiguità fu deliberata, ma che gli ammiratori di The Wicker Man l'avrebbero subito riconosciuto come Lord Summerisle. Lee contraddisse Hardy, dichiarando che il suo personaggio è diverso da Lord Summerisle, e che The Wicker Tree non è in alcun modo un sequel di The Wicker Man.